# Tweralpspitz
Tweralpspitz är en bergstopp i Schweiz.   Den ligger i distriktet Wahlkreis See-Gaster och kantonen Sankt Gallen, i den östra delen av landet, 120 km öster om huvudstaden Bern. Toppen på Tweralpspitz är 1 332 meter över havet, eller 537 meter över den omgivande terrängen. Bredden vid basen är 19,7 km.
Terrängen runt Tweralpspitz är huvudsakligen kuperad. Runt Tweralpspitz är det ganska tätbefolkat, med 139 invånare per kvadratkilometer.. Närmaste större samhälle är Rapperswil, 17,0 km väster om Tweralpspitz. 
Omgivningarna runt Tweralpspitz är en mosaik av jordbruksmark och naturlig växtlighet.